# Joy Adamson
Pour les articles homonymes, voir Adamson.
Joy Adamson (20 janvier 1910 - 3 janvier 1980) est une naturaliste et auteur, notamment connue pour son livre Born Free, édité en plusieurs langues. Ce livre raconte ses expériences de réintroduction dans la nature de la lionne Elsa. Le film du même nom Born Free sortit en 1966, basé sur son livre et ce film remporta l'Oscar du cinema (Academy Award) de la meilleure musique en 1967 composée par John Barry . 

## Biographie

### Jeunes années
De son vrai nom Friedericke Victoria Gessner, Joy est née à Troppau en Silésie autrichienne, elle est la fille de Victor and Traute Gessner. Elle fut élevée par sa grand-mère dans les environs de Vienne et fut éduquée dans la capitale austro-hongroise. C'était une artiste talentueuse, qui étudia la musique, la sculpture, et la peinture. Dans un premier temps, elle envisagea de faire une carrière de pianiste de concert puis de médecin.
Fredericke Gessner se maria trois fois, tout d'abord avec Viktor von Klarwill (1902-1985).  

### Installation au Kenya
À l'âge de 26 ans, en 1937 comme Joy était un peintre et photographe reconnu, le gouvernement du Kenya lui demanda de peindre des tribus africaines et de photographier la flore locale, et elle part vivre au Kenya qu'elle ne quittera plus jamais. Elle fut récompensée avec la médaille d'or Grenfell de la Société Royale d'Horticulture qui est exposée au Musée Corindon à Nairobi. 
Par la suite, Joy rencontra son second mari le botaniste Peter Bally qu'elle épousa en 1938. C'est à cette époque que son mari lui donna le nom de Joy.
C'est au début des années 1940 qu'elle rencontra son troisième mari George Adamson lors d'un safari au Kenya sur les rives du lac Naivasha conservateur en chef d'une réserve Northern Frontier District. Ils s'installèrent définitivement au Kenya.

### Réintroduction d'Elsa dans la nature
En 1956, Georges Adamson tua malencontreusement une lionne qui le chargeait. Après coup, il réalisa que cette lionne ne lui voulait pas de mal mais protégeait ses petits lionceaux qu'elle allaitait. George les ramena à la maison. Le couple recueillit trois lionceaux. Cependant, deux d'entre eux, les deux plus gros furent envoyés dans le zoo de Rotterdam. Mais Joy craqua pour la jeune lionne, Elsa, plus petite et décida de la garder. En grandissant, une fois devenue adulte, Elsa devint difficile à garder, le couple décida alors de lui apprendre à vivre dans la nature, à chasser pour se nourrir et survivre par elle-même. Ce fut la première tentative de réintroduction dans la nature.
En janvier 1961, Elsa meurt de babésiose, une maladie sanguine due à une piqure de tique.

### Rédaction du livreBorn Freepuis film et récompense
L'aventure avec cette lionne Elsa, Joy en fera un roman dans un livre intitulé Born Free publié en 1960. Le livre connut un énorme succès, resta treize semaines au top des ventes à New York. Born Free sera adapté au cinéma en 1966 dans un film intitulé Vivre libre, et une série télévisée du même nom en 1974. Elle prouva au travers de ses écrits qu'une réintroduction est possible pour une lionne née libre et élevée par des humains.

### Actions de Conservation et de préservation de la Nature en Afrique
Joy passa le restant de sa vie à lever de l'argent pour protéger la vie sauvage grâce à la popularité de Born Free.
Après Born Free, Joy rédigea Living Free qui est la suite de l'histoire d'Elsa en tant que mère de trois lionceaux. Puis elle écrivit Forever Free. 
Elle partagea les gains de son livre avec des projets de conservation. Elle fonda le Elsa Wild Animal Appeal et dédia sa vie à la préservation de la vie sauvage.
Joy consacra les dix dernières années de sa vie à voyager pour témoigner sur les périls de la vie sauvage en Afrique. Elle se consacra également à la peinture qui furent exposées en 1972. Elle réintroduit un léopard dans la nature.
Joy peignit  environ 500 peintures et dessins sur les animaux mais aussi sur les humains d'Afrique.  

### Meurtre et héritage de Joy
Le 3 janvier 1980 à l'aube de ses 70 ans, Joy fut retrouvée morte dans la réserve nationale de Shaba au Kenya par son assistant Peter Morson. Son décès a tout d'abord été déclaré comme étant dû à une attaque de lion. Cependant, l'enquête de la police qui a suivi, a révélé que les blessures de Joy Adamson étaient bien trop vives pour être de nature à avoir été causées par un animal. L'enquête a donc finalement conclu que Joy avait dû être assassinée par un humain. Par la suite, Paul Nakware Ekai, un jeune employé de la réserve, a été reconnu coupable et condamné à l'emprisonnement. Certains ont soupçonné des braconniers. George Adamson a été assassiné neuf ans plus tard en 1989, par des braconniers.
Après sa crémation, Joy fut inhumée auprès d'Elsa la lionne dans le Meru National Park à Meru, au Kenya.
Joy fut une pionnière dans la réhabilitation à la vie sauvage, elle devint une légende car la plupart de ses écrits furent utilisés par des scientifiques.

## Postérité
Le cratère vénusien Adamson a été nommé en son honneur .